# تشاك كوك
تشاك كوك هو سياسي كندي، ولد في 28 يوليو 1926 في ريجاينا في كندا، وتوفي في 23 فبراير 1993. حزبياً، نشط في الحزب الكندي التقدمي المحافظ والرابطة التقدمية المحافظة في ألبرتا ‏. وقد انتخب عضو مجلس العموم الكندي.